# Traminda ocellata
Traminda ocellata là một loài bướm đêm trong họ Geometridae.